# Norbert Haupert
Norbert Haupert (Schifflange, 2 d'abril de 1940) és un polític, dirigent esportiu i ex-atleta luxemburguès. Actualment és membre de la Cambra de Diputats pel Partit Popular Social Cristià. Igual com feu Josy Barthel abans que ell, Haupert va traspassar la línia divisòria entre l'esport i la política al liderar la Federació Luxemburguesa d'Atletisme i el Comitè Olímpic i Esportiu Luxemburguès.
Com a atleta, va destacar en les curses de mitjana distància, dominant el panorama luxemburguès a principis de la dècada de 1960, adjudicant-se dues vegades el doblet conformat pels 800 metres i els 1500 metres als campionats nacionals de Luxemburg. També va guanyar la medalla de bronze dels 800 metres als Jocs Munidals Juvenils de 1963.
A més de ser membre de la Cambra de Diputats, Haupert ha estat membre del Consell Comunal de Mondercange des de l'1 de gener de 1999.